# Монетный союз
Монетный союз, конвенция — союз обладателей права на чеканку монеты, заключённый с целью установления единой монетной стопы и контроля за ней.
Первые монетные союзы возникли в Древней Греции. В середине XIII века они вновь появились в Германии. Их создание было связано с развитием экономики и торговли, что привело к появлению потребности в единых монетах, имеющих хождение на более обширных территориях.
В начале XVI века в Германии на смену монетным союзам пришли имперские монетные уставы и имперские округа, следившие за соблюдением монетных законов. В результате монетного кризиса периода Тридцатилетней войны монетные уставы утратили своё значение, и вновь возродилась практика заключения монетных союзов.
В XIX веке в результате заключения Дрезденской и Немецкой монетных конвенций была создана единая монетная система Германии. Последними крупными монетными союзами были заключённые в конце XIX века Латинский монетный союз и Скандинавский монетный союз, существовавшие до 20-х годов XX века, но фактически утратившие значение с началом Первой мировой войны.

## Монетные союзы Древней Греции
В данном разделе приведены монетные союзы Древней Греции, упоминаемые в Александром Зографом в работе «Античные монеты». В ряде случаев монетный союз существовал в рамках более широкого военно-политического объединения — симмахии.
| Монетный союз                                    | Члены союза                                              | Начало/конец совм. использования | Монеты союзов |
| ------------------------------------------------ | -------------------------------------------------------- | -------------------------------- | --- |
| Союз Кротона и Сибариса Союз Кротона и Пандосии  | Кротон, Сибарис, Пандосия                                | н/д                              | Статер: одна сторона монеты чеканилась по типу первого союзника, другая — второго                                                                               |
| Беотийский союз                                  | Фивы, Галиарт, Орхомен, Танагра, другие города           | VI в. до н. э.                   | Монеты на основе эгинской монетной стопы: лицевая сторона — беотийский щит, оборотная — вдавленный рисунок из четырёх крестообразно расположенных треугольников |
| Милетский союз                                   | Милет, Самос, Клазомены, Хиос, другие города Малой Азии  | Первое десятилетие V в. до н. э. | Электовые статеры и гекты (милетская монетная стопа): лицевая сторона — эмблема города, оборотная — вдавленные квадраты                                         |
| Монетный союз Фокеи и Митилены                   | Фокея, Митилена                                          | V в. до н. э.                    | Электовая гекта (фокейская монетная стопа) |
| Делосский союз                                   | Афины, другие города (более 200 членов)                  | Середина V в. до н. э.           | Афинская тетрадрахма («сова»), кизикин |
| Союз малоазийских городов (Антиспартанский союз) | Фивы, Афины, города малоазийского побережья              | После 394 г. до н. э.            | Тридрахма (хиосская монетная стопа) или дидрахма (эгинская монетная стопа) с надписью ΣΥΝ (от др.-греч. συνμαχιχόν νόμισμα — союзная монета)                    |
| Этолийский союз                                  | н/д                                                      | До 322 г. — 189 г. до н. э.      | Аттическая (александровская) тетрадрахма с надписью Αιτωλών, означающей принадлежность союзу                                                                    |
| Ахейский союз                                    | Коринф, другие города (всего 43 города)                  | 279—146 гг. до н. э.             | Коринфский статер, триобол (полудрахма) с монограммой союза (эгинская монетная стопа)                                                                           |
| н/д                                              | Пергам, Эфес, другие города Мисии, Ионии, Лидии и Фригии | I в. до н. э.                    | Кистофор (на ранних выпусках отчеканены буквы BAEY) |
| Союз Афин и Смирны                               | Афины, Смирна                                            | Императорский период             | Союзная монета: Афины представлены фигурой Афины, Смирна — крылатой Немезидой, держащей в руке узду                                                             |

## Основные монетные союзы Средневековья
| Монетный союз                                     | Члены союза | Начало/конец совм. использования | Монеты союзов                       |
| ------------------------------------------------- | --- | -------------------------------- | ----------------------------------- |
| Вендский монетный союз                            | Гамбургское архиепископство, Любек, Висмар, Люнебург, Росток, Штральзунд, Грайфсвальд, Ганновер                                                                            | 1379—1569                        | Виттен, зекслинг, дрейлинг, шиллинг |
| Нижнесаксонский монетный союз                     | Гослар, Брауншвейг, Хильдесхайм, Эйнбек, Ганновер, Хальберштадт и др. | 1382—1426                        | Пфенниг                             |
| Рейнский монетный союз (Союз рейнских курфюрстов) | Майнцское архиепископство, Кёльнское архиепископство, Трирское архиепископство, Пфальцграфство Рейнское, Юлих, Кёльн                                                       | 1386—1-я четверть XVII в.        | Гульден                             |
| Любекский (Ганзейский) монетный союз              | Любек, Гамбург, Висмар, Росток, Люнебург | 1392—1398                        |                                     |
| Первый Швабский монетный союз                     | Австрия, Аугсбургское епископство, Графство Вюртемберг, Графство Эттинген, Ульм, Эслинген, Гмюнд                                                                           | 1396—?                           |                                     |
| Франконский монетный союз                         | Бургграфство Нюрнберг, Вюрцбургское епископство, Бамбергское епископство                                                                                                   | 1396—?                           | Шиллинг, пфенниг, геллер            |
| Раппенский монетный союз                          | Базель, Фрайбург, Кольмар, Брайзах, Брайсгау, Зундгау | 1403—1584                        | Шиллинг, раппен, пфенниг            |
| Швабский монетный союз                            | Констанц, Юберлинген, Линдау, Ванген, Буххорн, Радольфцелль, Равенсбург, Ульм, Ротвайль, Гемюнд, Кемптен, Пфуллендорф, Кауфбойрен, Исни, Гинген, Ален, Графство Вюртемберг | 1423—?                           | Шиллинг, пфенниг, геллер            |
| Майнцско-Пфальцский пфенниговый союз              | Майнцское архиепископство, Пфальцграфство Рейнское, Зиммерн, Мосбах, Шпайерское епископство, Графство Вертхайм                                                             | 1424—?                           | Гульден, альбус                     |

## Основные монетные союзы Нового времени
| Монетный союз                         | Члены союза | Начало/конец совм. использования |
| ------------------------------------- | --- | -------------------------------- |
| Циннаевская монетная конвенция        | Бранденбург, Саксония, Брауншвейг-Люнебург | 1667—1687                        |
| Лейпцигская монетная конвенция        | Бранденбург, Саксония, Брауншвейг-Люнебург | 1690—?                           |
| Монетная конвенция 1753 года          | Австрия, Бавария, Саксония, другие государства юга и запада Германии | 1753—1857                        |
| Южно-Германский монетный союз         | Бавария, Вюртемберг, Нассау, Баден, Гессен, Франкфурт-на-Майне, Саксен-Мейнинген, Гогенцоллерн-Зигмаринген, Гогенцоллерн-Хехинген, Гессен-Гомбург, Шварцбург-Рудольштадт                                | 1837—1871 (факт. 1857)           |
| Дрезденская монетная конвенция        | Пруссия, Ганновер, Гессен, Мекленбург, Саксония, другие государства Германии | 1838—1857                        |
| Венская (Немецкая) монетная конвенция | Пруссия, Австрия, Лихтенштейн, Бавария, Вюртемберг, Баден, Гогенцоллерн-Зигмаринген, Гогенцоллерн-Хехинген, Гессен, Гессен-Гомбург, Нассау, Франкфурт-на-Майне, Саксен-Мейнинген, Шварцбург-Рудольштадт | 1857—1873                        |
| Латинский монетный союз               | Франция, Бельгия, Италия, Швейцария, Люксембург, Греция, Румыния, Испания, Монако | 1866—1926                        |
| Скандинавский монетный союз           | Швеция, Дания, Норвегия | 1873—1924                        |